# دهستان طیبی سرحدی غربی
طیبی سرحدی غربی، دهستانی از توابع بخش چاروسا شهرستان کهگیلویه در استان کهگیلویه و بویراحمد ایران است.
نویسنده=امیرعلی هلاکویی

## جمعیت
براساس سرشماری سال ۱۳۸۵ جمعیت آن ۹٬۹۹۳ نفر (۱٬۸۹۴ خانوار) بوده‌است.